# Living Marxism
Living Marxism (LM) va ser una revista britànica publicada originalment el 1988 com a revista del Partit Comunista Revolucionari Britànic (RCP). Posteriorment, va passar a denominar-se LM el 1992 i va deixar de publicar-se el març del 2000 després d'una reeixida demanda de difamació presentada per ITN. Va ser ressuscitada ràpidament com a Spiked, una revista online.

## Objectius
La introducció de Living Marxism va resumir la seva perspectiva de la següent manera:
| « | Vivim en una època de prudència i conformisme, quan les opinions crítiques es poden prohibir com a “extremisme” i qualsevol cosa nova es pot descartar com a “massa arriscada”. La nostra és una època de baixes expectatives, quan sempre se’ns diu què és dolent per a nosaltres i la vida sembla limitada per totes bandes per restriccions, directrius i regulacions. L'esperit de LM és anar a contracorrent: oposar-se a tota censura, prohibició i codi de conducta; defensar l'experimentació social i científica; insistir que tenim el dret a viure com a adults autònoms que assumim la responsabilitat dels nostres propis assumptes. Aquests són valors humans bàsics que no es poden comprometre si mai creem un món apte per a les persones. | » |

## Postura política
La seva crítica va cobrir la cobertura mediàtica a l'Àfrica i al món en desenvolupament en el context de la intervenció occidental, el subdesenvolupament i la pobresa. Es va debatre sobre les afirmacions ecologistes que limitar el consum era una visió progressiva. 
Els escriptors de LM van criticar la representació mediàtica de les guerres civils a Rwanda i Bòsnia i van discutir que les forces serbies o hutu cometessin cap genocidi durant aquests conflictes. El 1993, LM va publicar una exposició titulada "Genocidi contra els serbis" que juxtaposava imatges de serbis assassinats en crims de l'era de la Segona Guerra Mundial amb soldats serbis assassinats en batalla durant les guerres iugoslaves. El 1995, LM va publicar un article de Fiona Fox argumentant que:
La lliçó que treuria de la meva visita és que hem de rebutjar el terme ‘genocidi’ a Rwanda. S'ha utilitzat dins i fora de Rwanda per criminalitzar la majoria de la gent ordinària de Rwanda, per justificar la interferència externa en els assumptes del país i per donar legitimitat a un govern militar minoritari imposat a Rwanda per les potències occidentals.
L'historiador Marko Attila Hoare va caracteritzar la seva posició com a negació del genocidi tant en relació amb els genocidis de Rwanda i de Bòsnia.
Ecologistes com George Monbiot i Peter Melchett han afirmat que el grup d'escriptors associats a LM continuen constituint una xarxa de LM que persegueix una agenda antiambientalista de motivació ideològica sota l'aparença de promoure l'humanisme. Els escriptors que solien escriure per al LM rebutgen això com una "conspiració McCarthista".